# ميراندا كير
ميرندا مي كير (بالإنجليزية: Miranda May Kerr)‏ عارضة أزياء أسترالية من مواليد 20 أبريل 1983 في سيدني - أستراليا، ظهرت بقوة سنة 2007 بعد توقيعها أهم عقد في حياتها وهو مع فيكتوريا سيكريت كأول أسترالية تختارها هذه الماركة لتكون عارضة لها. وساهم ذلك في شهرتها كثيرًا. وفي حوار خاص لها مع محاور المشاهير الأستاذ عدنان الكاتب انفردت به مجلة هي، تحدثت «ميراندا» عن حياتها اليومية الخاصة ونصائحها التجميلية وخططها المستقبلية.

## النشأة والبداية
ولدت ميرندا كير في قرية صغيرة قرب سيدني للأبوين جون وتيريز كير (Therese & John Kerr)، ولديها أخ شقيق واحد يصغرها بسنتين يدعى ماثيو (Matthew). كانت كير في طفولتها تمارس ركوب الدراجات الهوائية والخيل في مزارع جدتّها. وتصف الحياة في أستراليا بأنها بسيطة ومريحة حيث يمكنك التصرّف فيها بعفويّة وعلى طبيعتك... ولاأحد يبالي بماترتديه... على حد تعبيرها. ثم انتقلت عائلتها إلى مدينة «بريسبان Brisbane»، حيث درست علم التغذية والصحة النفسية بعد تخرجها عام 2000 وقبل ولوجها عالم عرض الأزياء.
في سن الثالثة عشرة، فازت ميرندا في إحدى مسابقات عرض الأزياء التي نظمتها مجلة إمبولس، لتقوم بعدها بجلسات تصويرية لصالح المجلة بأسبوع قبيل عيد ميلادها 14. لفتت إليها أنظار الصحافة بسبب صغر سنها كمال لاقت امتعاضا كبيرا وغضبا من أصوات معارضة لإقحام الفتيات في عالم صناعة الموضة وعرض الأزياء منذ سن صغيرة. اشتهرت بعدها ميرندا في أستراليا بعد انضمامها إلى وكالة Chic Management's Sydney لتنهال عليها العروض من ماركات خاصة بأزياء البحر. وبعدها قررت ميرندا الانتقال إلى نيويورك، وهناك وقّعت عقداً في سنة 2004 مع وكالة NEXT Model Management.

## الإنطلاقة والشهرة والحياة الشخصية
انطلقت شهرتها في الأسواق الأمريكية مع ماركة "مايبلين نيويورك Maybelline New York؛ فتصدرت سلسلة من المجلات العالمية مثل Elle و Cosmopolitan و Cleo وHarper Bazaar غيرها. ثم بعدها برزت في مجموعة كاتالوجات Victoria Secret. وتعد أول أسترالية تعرض لماركة Victorai Secret بعد أن حلت مكان "جزيل بندشين Gisele Bündchen".
تتالت النجاحات بعد ذلك لتصبح الوجه الإعلاني لكل من Arden B وClinique و «ديفيد جونز David Jones». وصنفتها فوربس عام 2008 في المرتبة 10 من قائمة العارضات الأكثر جنيا للمال حيث تجاوزت أرباحها لتك السنة ثلاث ملايين دولار. وفي أكتوبر 2009 أطلقت «ميرندا» ماركة تابعة لها من مستحضرات التجميل المعتمدة على المواد العضويّة، حملت اسمKora Organics؛ وأصبحت الوجه الإعلاني للماركة.
في عام 2010 كان الفضل لماركة «بالنسياغا Balenciaga» في انطلاقها في عروض كبريات دور الأزياء بغض النظر عن Victoria Secret؛ حيث اختيرت لعروض تشكيلة بالنسياغا موسم ربيع عام 2010. وصنفتها فوربس في نفس السنة (2010) ضمن عارضات الأزياء الأعلى أجرا في العالم لتحتل الرتبة 9 عالميا بمبلغ 4 ملايين دولار.
تزوجت «كير» من الممثل الأمريكي «أورلاندو بلوم Orlando Bloom» في 2010 وأنجبت منه ابنها «فلين بلوم Flynn Bloom». وقد ظهرت في 2011 على غلاف مجلة "Vogue" كأول عارضة حامل تظهر على المجلة. وفي 2013 أعلن الزوجان انفصالهما.
ردا على ادعاءات تفيد بأنها بوذية الديانة، أجابت «كير» مجلة The Telegraph قائلة بأنها مسيحية وبأنها تحب اليوغا والتأمل الروحي.

## وصلات خارجية
- ميراندا كير على موقع IMDb (الإنجليزية)
- ميراندا كير على موقع روتن توميتوز (الإنجليزية)
- ميراندا كير على موقع إن إن دي بي (الإنجليزية)
- ميراندا كير على موقع قاعدة بيانات الفيلم (الإنجليزية)
- ميراندا كير على موقع دليل عارضات الأزياء (الإنجليزية)